# Alepocephalus dentifer
Alepocephalus dentifer är en fiskart som beskrevs av Sazonov och Ivanov, 1979. Alepocephalus dentifer ingår i släktet Alepocephalus och familjen Alepocephalidae. Inga underarter finns listade i Catalogue of Life.